# Bothrocarina nigrocaudata
Bothrocarina nigrocaudata és una espècie de peix de la família dels zoàrcids i de l'ordre dels perciformes.
És un peix marí, de clima temperat i demersal que viu entre 90-881 m de fondària. Els adults poden assolir fins a 45 cm de longitud total i 620 g de pes.
Es troba des de la costa oriental de Kamtxatka fins al sud del Mar d'Okhotsk. És inofensiu per als humans.